# Farní sbor Českobratrské církve evangelické v Trnávce
Farní sbor Českobratrské církve evangelické v Trnávce byl sborem Českobratrské církve evangelické v Trnávce. Sbor spadal pod Chrudimský seniorát. Od 1. ledna 2024 byl sloučen se sborem v Přelouči.
Sbor v Trnávce byl založen v roce 1782, bezprostředně po vydání tzv. Tolerančního patentu. Byl to sbor evangelické církve augsburského vyznání, tedy luterského, podle německého vzoru. Nedaleko vzniklý sbor ve Chvaleticích byl sborem evangelické církve reformovaného vyznání, lidově helvetů, podle vzoru švýcarského.
Faráři sboru v Trnávce od jeho založení:
1. Jan Csonka (1782–1784 a 1793–1795) za něho byl postaven první dřevěný kostelík.
2. Štěpán Kalmár (1784–1790) za něho byla postavena první fara a budova církevní školy.
3. Jan Petyján (1790–1791).
4. Jan Pavel Tomášik (1791–1793).
5. Podruhé Jan Csonka (1793–1795), všichni dosavadní faráři přišli ze Slovenska.
6. Jan Kovář (1795–1852) nejdéle působící farář v Trnávce, je zde i pohřben. Za něho byl postaven první kamenný kostel, zhruba v místě za hřbitovem, tam kde dnes rostou borovice, posvěcen byl r. 1797.
7. Václav Mareček (1853–1893) za něj sbor hospodářsky posílil a postavil dnešní faru (1867) a dnešní kostel (posvěcený r. 1884, stavěn byl 1882–1884).
8. Ferdinand Hrejsa (1894–1902) sepsal dějiny sboru trnáveckého.
9. František Hrejsa (1902–1907).
10. Gustav Adolf Molnár (1908–1958) básník, skladatel textů církevních písní, dlouholetý senior tehdejšího seniorátu.
11. Antonie Slámová (1958–1972) vypomáhala poté i v době svého důchodu.
12. vikářka Judit Sládková (1973–1975).
13. administrace farářem Pavlem Keřkovským z Bukovky (1975–1977).
14. administrace farářem Adolfem Ženatým z Chvaletic (1977–1982).
15. diakon Jiří Štěpánek (1983–1986).[1]
16. administrace farářem Jaroslavem Nečasem z Pardubic (1987–1989).
17. Miloš Hübner (1989–2023) 1989–95 diakon, od 1996 farář, 1997–2014 senior Chrudimského seniorátu, 2013-2023 farářem i v Přelouči, 1989-2023 administroval i sbor ve Chvaleticích.

Kurátorkou sboru byla před sloučením s přeloučským sborem Marie Doulová.
Bohoslužby jsou v neděli v 8.15 hod.